# Loch Sealbhanach
Loch Sealbhanach (auch: Loch Sealbhag) ist ein Süßwassersee in den schottischen Highlands. Er liegt im Glen Cannich, östlich von Loch Mullardoch und Loch a' Bhàna.
Loch Sealbhanach wurde zum ersten Mal im Jahr 1910 vermessen und ist etwa 1,1 km lang und an der breitesten Stelle 400 m breit.

## Galerie

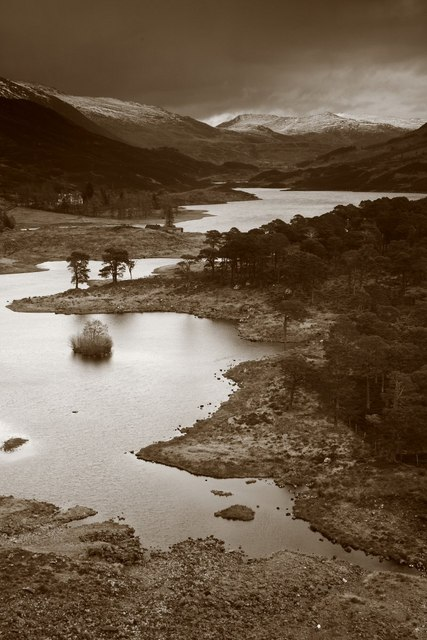
Loch Sealbhanach
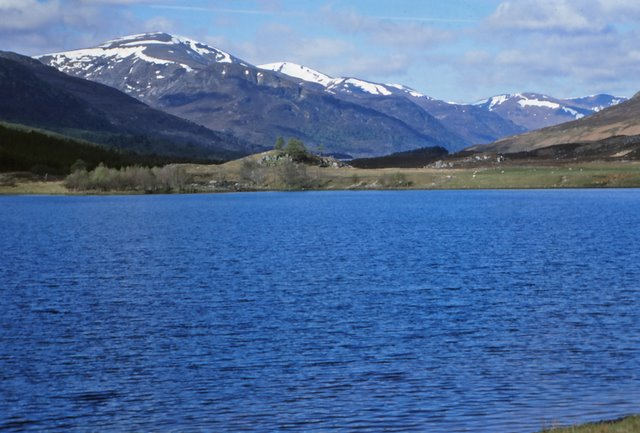
Loch Sealbhanach